# Pingyuan Zhen (köping i Kina)
Pingyuan Zhen (kinesiska: 平远, 平远镇) är en köping i Kina. Den ligger i provinsen Yunnan, i den sydvästra delen av landet, omkring 180 kilometer sydost om provinshuvudstaden Kunming. Antalet invånare är 88 103. Befolkningen består av 43 401 kvinnor och 44 702 män. Barn under 15 år utgör 26,0 %, vuxna 15-64 år 67 %, och äldre över 65 år 5,0 %.
Genomsnittlig årsnederbörd är 1 127 millimeter. Den regnigaste månaden är juli, med i genomsnitt 214 mm nederbörd, och den torraste är februari, med 17 mm nederbörd.